# Mantidactylus alutus
Mantidactylus alutus é uma espécie de anfíbio da família Mantellidae.
É endémica de Madagáscar.
Os seus habitats naturais são: regiões subtropicais ou tropicais húmidas de alta altitude, campos de gramíneas de baixa altitude subtropicais ou tropicais sazonalmente húmidos ou inundados, campos de altitude subtropicais ou tropicais, rios, rios intermitentes, terras aráveis, pastagens, jardins rurais, áreas urbanas, florestas secundárias altamente degradadas e áreas agrícolas temporariamente alagadas.